# Howard Robard Hughes Sr.

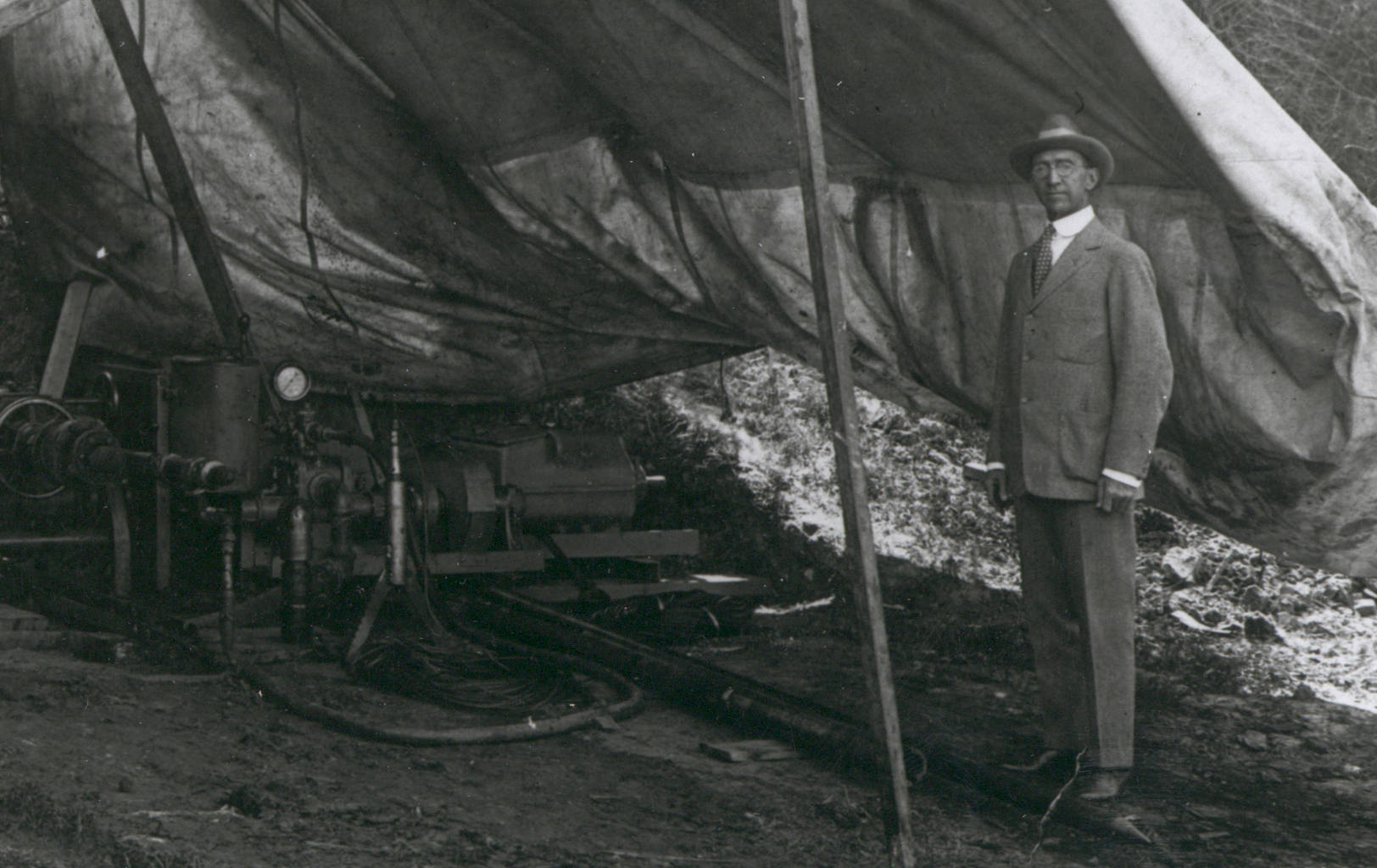
Howard Robard Hughes, 1917

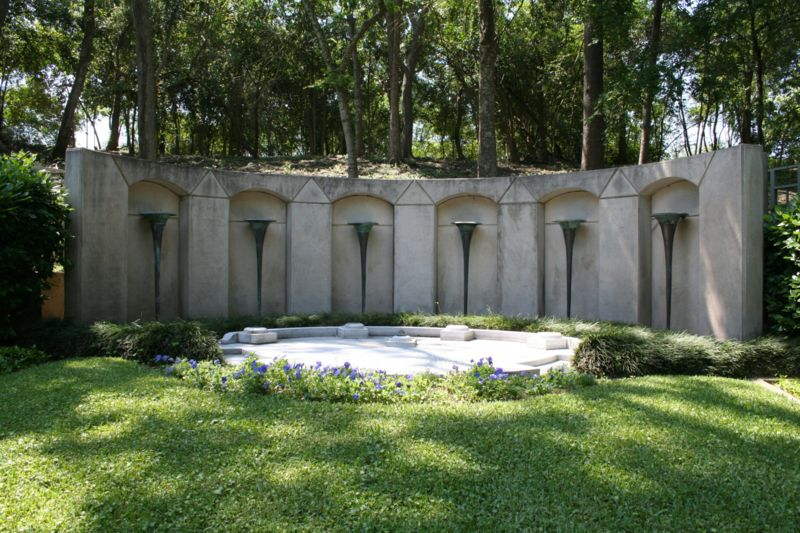
Hughes Familiengrab

Howard Robard Hughes Sr. (* 9. September 1869 in Lancaster, Missouri; † 14. Januar 1924 in Houston, Texas) war ein US-amerikanischer Erfinder, Unternehmer und Gründer der Hughes Tool Company.

## Leben und Wirken
Hughes studierte an der Harvard University und an der University of Iowa ohne einen Abschluss zu machen. Danach arbeitete er dennoch als Rechtsanwalt. Bald interessierte er sich mehr für die Ölförderung und zog nach Texas. Zusammen mit einem Kompagnon betrieb er ein Bohrunternehmen. Um Gestein durchbohren zu können, entwickelte er neue Bohrmeißel, die er patentieren ließ. Seine Bohrmeißel erwiesen sich als leistungsfähig beim Durchbohren von Gesteinsschichten und ermöglichten die Ölförderung von zuvor nicht erreichbaren Ressourcen. Im Jahr 1909 gründeten sein Kompagnon Walter Sharp und er die Sharp-Hughes Tool Company. Nach dem Tod von Sharp 1912 führte er das Unternehmen allein und übernahm einige Zeit später die Anteile der Familie Sharp. Im Jahr 1915 wurde das Unternehmen in Hughes Tool Company umbenannt. Er verbesserte die Bohrwerkzeuge stetig und hielt schließlich über 50 Patente.
Nach Hughes’ Tod im Jahr 1924 im Alter von 54 Jahren erbte sein damals 18-jähriger Sohn Howard Hughes junior ein Millionenvermögen. Das Familienunternehmen bildet den finanziellen Grundstock für dessen vielfältige Projekte und unternehmerische Betätigungen.